# Eaton Square

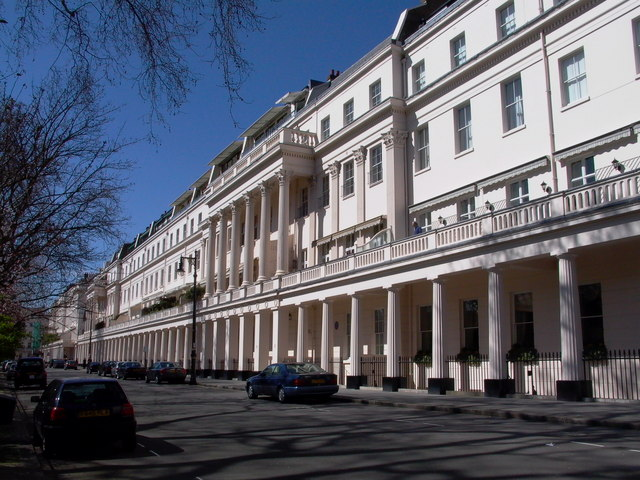
Eaton Square

Eaton Square är ett torg i distriktet Belgravia i centrala London. Vid torget finns bland annat St. Peter's Church med sin joniska portik.